# Convento di Allerheiligen
Allerheiligen (Ognissanti) di Sciaffusa fu un'abbazia benedettina, fondata dal conte di Nellenburg Eberardo VI di Nellenburg nel 1049.

## Storia
Il 22 novembre dell'anno 1049 papa Leone IX consacrò un terreno ed un altare tra la città ed il fiume Reno. Nel 1064 la costruzione del monastero di Nellenburg "Ita ed Eberardo di Nellenburg", sotto la direzione del mastro costruttore e cappellano di corte Luitpald, era terminata. Modello di tale prima abbazia erano i complessi cluniacensi.
Durante la lotta per le investiture, cioè l'aspro confronto che ebbe luogo nel periodo tra il 1075 ed il 1122 tra Chiesa e potere temporale per il diritto sulle nomine alle alte cariche religiose, il conte Burcardo di Nellenburg, figlio ed erede di Eberardo e fedele al papa, rinunciò nel 1080 a ogni suo diritto. Il monastero venne sottoposto direttamente all'autorità del papa, ottenne i notevoli possessi fondiari della famiglia, la libera elezione dell'abate, nonché il diritto di mercato e di battere moneta della città di Sciaffusa. Gli abati divennero così in sostanza i nuovi signori della città.

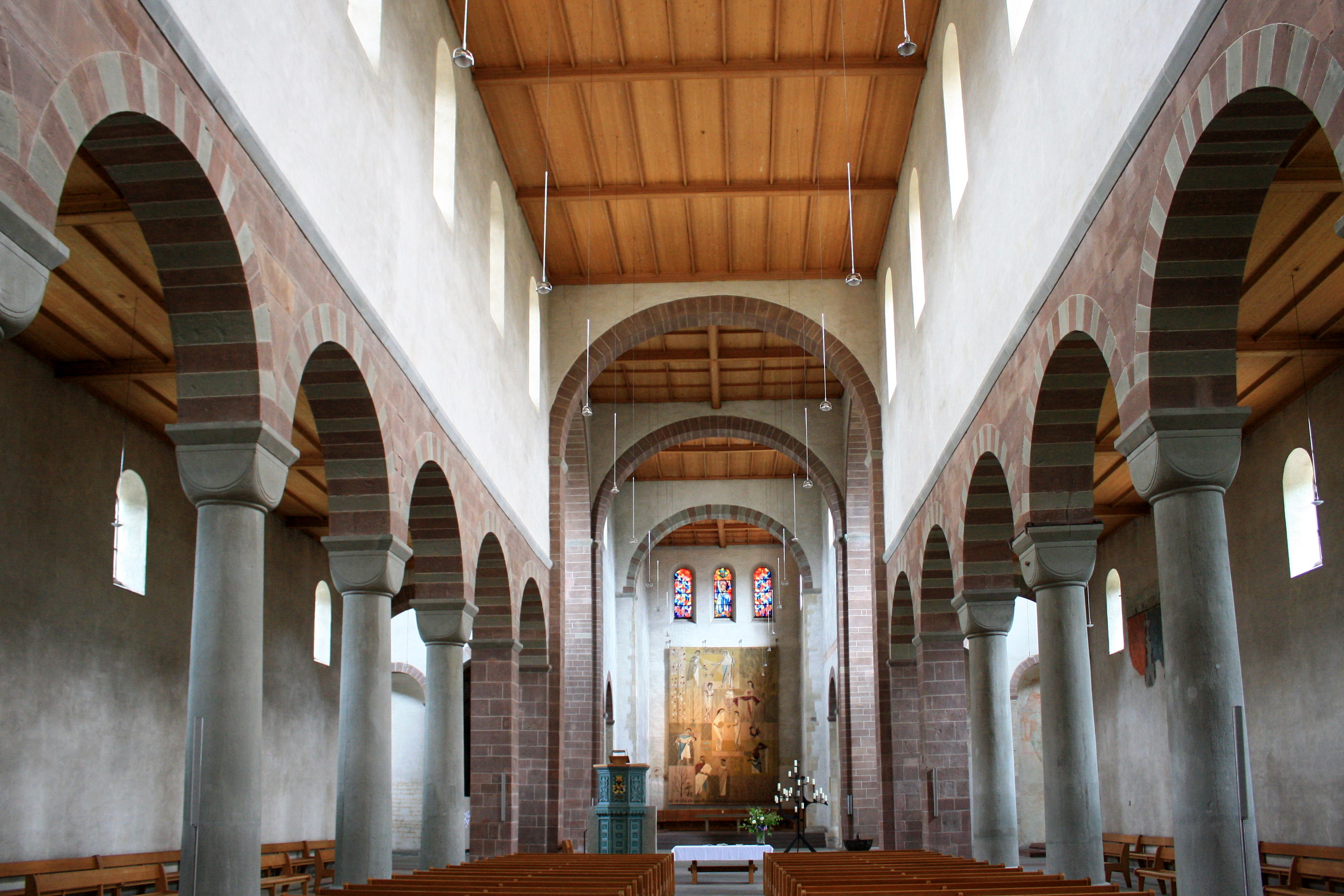
Interno

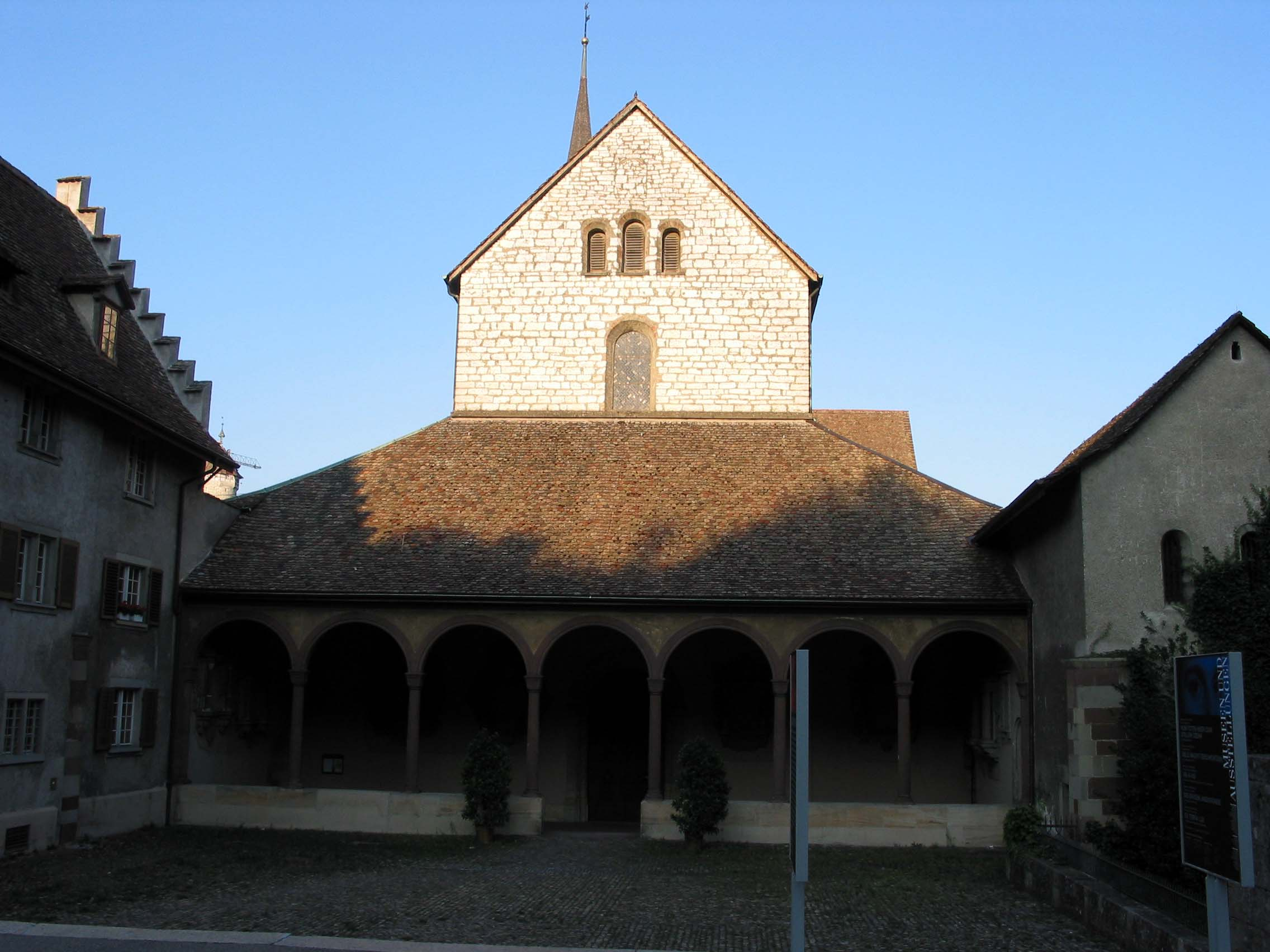
Chiostro

Al di sopra delle esistenti fondazioni, a partire dall'anno 1090, venne eretta l'attuale chiesa a tre navate con transetto. I lavori di costruzione iniziarono dal coro e nel 1095 erano terminati. Questa chiesa è oggi l'edificio sacro in stile romanico più grande della Svizzera.
Il monastero, assieme a quello di Hirsau ed a quello di San Biagio nella Foresta Nera, va annoverato tra quelli maggiori di pertinenza della riforma cluniacense nell'ambito del Sacro Romano Impero.
Nel 1524 l'abbazia venne trasformata in un convento di canonici e la chiesa abbaziale divenne la seconda di Sciaffusa. Cinque anni più tardi si impose a Sciaffusa la riforma protestante e il convento cattolico venne sciolto.
Il complesso degli edifici del monastero comprende oggi le seguenti opere:
- Cappella di San Giovanni (1049 - 1064)
- Basilica (1090 - 1095)
- Cappella laterale (già cappella di S. Maria o S. Anna, 1090 - 1095)
- Cappella di Erhard (intorno al 1250, con sepolcro del fondatore)
- Cappella di S. Michele (intorno al 1250)
- Cappella di S. Osvaldo (1524)

Il 1º aprile del 1944 un bombardamento statunitense danneggiò parti del complesso, tra cui la nuova abbazia, ma tali edifici vennero in seguito ricostruiti. Dal 1950 al 1973 la chiesa di Tutti i Santi venne restaurata internamente e all'esterno col sostegno statale.

## Museo
La città di Sciaffusa, nel periodo 1921-1938, eresse il Museo di Ognissanti (Museum zu Allerheiligen) sull'area dell'ex-monastero, allo scopo di creare un luogo dove ammirare e conservare le preziose raccolte storiche e artistiche composte per vari decenni da privati e associazioni. Una gran parte di esse è allestita nei locali storici dell'ex-monastero.